# Gondwana
Bài này viết về siêu lục địa cổ Gondwana. Về khu vực có tên là Gondwana của Ấn Độ, xem bài Gondwana (Ấn Độ).

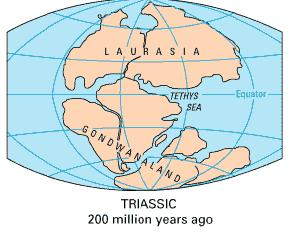
Pangea tách ra thành hai siêu lục địa nhỏ, Laurasia và Gondwana

Sự trôi dạt của các lục địa

Siêu lục địa ở phía nam địa cầu Gondwana bao gồm phần lớn các khối đất đá tạo ra các lục địa ngày nay của bán cầu nam, bao gồm châu Nam Cực, Nam Mỹ, châu Phi, Madagascar, Ấn Độ, bán đảo Arabia, Úc ,New Guinea và New Zealand. Nó được tạo thành trong giai đoạn đầu của kỷ Jura khoảng 200 triệu năm trước do sự tách ra của Pangaea. Các lục địa khác vào thời đó -- Bắc Mỹ và Á-Âu (Eurasia) -- vẫn còn dính với nhau, tạo ra siêu lục địa phía bắc, Laurasia.
Mặc dù Gondwana có trung tâm ở vào vị trí của châu Nam Cực ngày nay (ở tận cực nam của địa cầu), nhưng khí hậu khi đó nói chung là ôn hòa. Trong đại Trung sinh (Mesozoic), nhiệt độ trung bình của Trái Đất cao hơn đáng kể so với ngày nay. Gondwana khi đó là quê hương của nhiều chủng loại động - thực vật trong nhiều năm.
Siêu lục địa này bắt đầu tách ra vào cuối kỷ Jura (khoảng 160 triệu năm trước) khi châu Phi trở thành riêng biệt và chuyển động chậm về phía bắc. Khối khổng lồ kế tiếp tách ra là Ấn Độ, trong giai đoạn đầu của kỷ Creta (khoảng 125 triệu năm trước). New Zealand tiếp theo sau đó khoảng 80 triệu năm trước, chỉ khoảng 15 triệu năm trước khi diễn ra sự diệt chủng kỷ Creta-phân đại đệ Tam làm biến mất khoảng 50% các loài trên hành tinh, chủ yếu là các loài khủng long.
Vào thời kỳ của phân đại đệ Tam (khi động vật có vú xuất hiện), lục địa Úc-New Guinea cũng bắt đầu từ từ tách ra và chuyển động về phía bắc (55 triệu năm trước), sự tự quay xung quanh trục của nó bắt đầu và vì thế vẫn giữ lại được một số mối liên hệ với phần còn lại của Gondwana trong một thời gian dài đáng kể.
Khoảng 45 triệu năm trước, tiểu lục địa Ấn Độ va chạm với châu Á, làm cho lớp vỏ Trái Đất lồi lên, tạo ra dãy núi Himalaya. Cùng khoảng thời gian đó, phần phía nam nhất của Úc (Tasmania ngày nay) cuối cùng đã tách ra khỏi phần còn lại là châu Nam Cực ngày nay, cho các dòng chảy đại dương lần đầu tiên lưu chuyển giữa hai lục địa. Kết quả của nó là làm cho khí hậu lạnh và khô hơn trên cả hai khối đất đá.
Sự biến đổi đáng kể hơn của khí hậu thế giới là việc tách ra của Nam Mỹ vào thời kỳ của thế Oligocen, khoảng 30 triệu năm trước. Với việc mở rộng của eo biển Drake, thì đã không còn rào cản để ngăn dòng nước lạnh của bắc Nam Đại Dương trao đổi với các dòng nước ấm vùng nhiệt đới. Ngược lại, dòng đối lưu lạnh đã phát triển và châu Nam Cực trở thành giống như ngày nay: một lục địa lạnh lẽo và giam giữ phần lớn nước ngọt của thế giới trong dạng băng. Nhiệt độ nước biển giảm xuống khoảng 10 độ, và khí hậu toàn cầu trở nên lạnh hơn.
Khoảng 15 triệu năm trước, New Guinea bắt đầu va chạm với phần phía nam của châu Á, một lần nữa làm cao lên các ngọn núi, và Nam Mỹ (gần đây tương đối yên tĩnh) bắt đầu kết nối với Bắc Mỹ qua khu vực bây giờ là eo đất Panama.
Lục địa này được Eduard Suess đặt tên theo Gondwana, một khu vực ở Ấn Độ mà một số các chứng tích địa chất của lục địa cổ được tìm thấy.